# Canton de Juvigny-sous-Andaine
Le canton de Juvigny-sous-Andaine est une ancienne division administrative française, située dans le département de l'Orne en région Basse-Normandie.

## Géographie
Ce canton était organisé autour de Juvigny-sous-Andaine dans l'arrondissement d'Alençon. Son altitude variait de 102 m pour Loré à 284 m pour Juvigny-sous-Andaine, avec une moyenne de 165 m.

## Histoire
Créé en 1801, le canton est supprimé lors de la réforme territoriale de 2014, en vigueur à compter des élections départementales de 2015. Il est englobé dans le canton de Bagnoles-de-l'Orne. Toutes les communes sont rattachées au canton de Bagnoles-de-l'Orne.
De 1833 à 1848, les cantons de Juvigny et de Messey avaient le même conseiller général. Le nombre de conseillers généraux était limité à trente par département.

### Anciennes communes et changements territoriaux
Les anciennes communes suivantes étaient incluses dans le canton de Juvigny-sous-Andaine :
- La commune mayennaise de Saint-Denis-de-Villenette, absorbée en 1824 par la commune ornaise de Saint-Denis-de-Villenette.
- La commune mayennaise de La Chapelle-Moche, absorbée en 1832 par la commune ornaise de La Chapelle-Moche. La commune résultante prend le nom de La Chapelle-d'Andaine en 1961.
- Étrigée, partagée en 1832 entre Saint-Denis-de-Villenette et Sept-Forges.
- Tessé-la-Madeleine, qui absorbe en 2000 Bagnoles-de-l'Orne. La commune conserve son code Insee, mais prend le nom de la commune absorbée.

D'autre changements ont eu lieu sur le territoire du canton ou les territoires communaux depuis la création des communes sous la Révolution. En 1840, Saint-Michel-des-Andaines, alors dans le canton de La Ferté-Macé, est créé par prélèvement de territoires de La Ferté-Macé, Juvigny-sous-Andaine, Saint-Maurice-du-Désert, La Sauvagère et Tessé-Froulay. En 1886, la commune de Perrou est créée par scission de la commune de Lucé. Bagnoles-de-l'Orne est créé en 1913 à partir des territoires de Couterne, La Ferté-Macé et Tessé-la-Madeleine.

## Représentation

### Conseillers d'arrondissement (de 1833 à 1940)
Le canton de Juvigny appartenait à l'arrondissement de Domfront jusqu'à sa disparition en 1926.
| Période                                  | Période      | Identité                                             | Étiquette | Qualité |
| ---------------------------------------- | ------------ | ---------------------------------------------------- | --------- | --- |
| 1833                                     | 1842         | Jean Baptiste Tarot (1765-1842)                      |           | Juge de paix, propriétaire et marchand à La Chapelle Moche                                                  |
| 1842                                     | 1848         | Julien Lefavrais                                     |           | Maire de Lonlay-l'Abbaye                                                                                    |
| 1848                                     |              | François-Julien Tarot (1810-1869, fils de J.B.Tarot) |           | Juge de paix à Juvigny-sous-Andaine                                                                         |
|                                          |              |                                                      |           | |
| av.1868                                  | 1870 (décès) | Charles François Le Maréchal (1786-1870)             |           | Maire de Juvigny-sous-Andaine                                                                               |
|                                          |              |                                                      |           | |
| 1898                                     | 1911 (décès) | Jean-Baptiste Monsallier (1822-1911)                 |           | Maire de La Chapelle-Moche (1874-1911) Doyen des maires normands à son décès                                |
|                                          |              |                                                      |           | |
| 191.                                     | 1922         | Jules Le Jemble                                      |           | Marchand de chevaux, maire de Bellefontaine                                                                 |
| 1922                                     | 1940         | Constant-Marie-Louis Thuault (1872-1955)             |           | Régisseur, suppléant du juge de paix à Juvigny-sous-Andaine, propriétaire à Haleine                         |
| 1940                                     |              |                                                      |           | Les conseils d'arrondissement ont été suspendus par la loi du 12 octobre 1940 et n'ont jamais été réactivés |
| Les données manquantes sont à compléter. |              |                                                      |           | |

### Conseillers généraux de 1833 à 2015
| Période         | Période      | Identité                                        | Étiquette              | Qualité |
| --------------- | ------------ | ----------------------------------------------- | ---------------------- | --- |
| 1833            | 1848         | Vicomte Louis Lemercier                         | Majorité ministérielle | Pair de France, colonel de la 10e légion de la Garde nationale de Paris, député (1827-1842), domicilié à Paris et à Sept-Forges                                                                                              |
| 1848            | 1852         | Pascal Lucien Pierre Hamard                     | Républicain modéré     | Avocat, ancien représentant du peuple (1848-1849), propriétaire, maire de Domfront |
| 1852            | 1861         | Comte Augustin Lemercier                        | Monarchiste            | Ancien colonel de la 10e Légion de la Garde nationale de Paris, propriétaire, député (1827-1842), sénateur (1845-1848) |
| 1861            | 1870 (décès) | Charles Dumesnil de Montchauveau                |                        | Propriétaire et maire de Ceaucé |
| 1870            | 1876 (décès) | Charles Étienne Julien Landais                  |                        | Ancien greffier du tribunal civil de Mortagne, propriétaire à Juvigny-sous-Andaine |
| 1876            | 1904 (décès) | Albert Christophle                              | Centre gauche          | Avocat, ancien préfet de l'Orne, gouverneur honoraire du Crédit foncier de France, député (1871-1885 et 1887-1902), ministre (1876-1877), président du conseil général, ancien conseiller général du canton de La Ferté-Macé |
| 1904            | 1911 (décès) | Charles Deboudé                                 | Nationaliste           | Maire de Perrou |
| 1911            | 1936 (décès) | Georges Christophle (fils d'Albert Christophle) | RG                     | Conseiller référendaire à la Cour des Comptes, propriétaire à Tessé-la-Madeleine |
| 1936            | 1940         | Robert Cousin (1889-1966)                       | RG                     | Propriétaire à Tessé-la-Madeleine |
|                 |              |                                                 |                        | |
| 1945            | 1966 (décès) | Robert Cousin                                   | DVD puis UNR           | PDG des assurances Abeille, propriétaire à Tessé-la-Madeleine et à Neuilly-sur-Seine Maire de Bagnoles-de-l'Orne |
| 22 janvier 1967 | 1973         | Roland Cousin (1920-1997, fils du précédent)    | UNR puis RI            | Maire de Couterne |
| 1973            | 1992         | André Brière                                    | UDR puis RPR           | Journaliste, directeur général de RFO, maire de Bagnoles-de-l'Orne |
| 1992            | 2015         | Jean-Pierre Blouet                              | UDF puis DVD           | Directeur hospitalier, maire de Bagnoles-de-l'Orne depuis 2011, vice-président du conseil général, élu en 2015 dans le canton de Bagnoles-de-l'Orne                                                                          |

## Composition

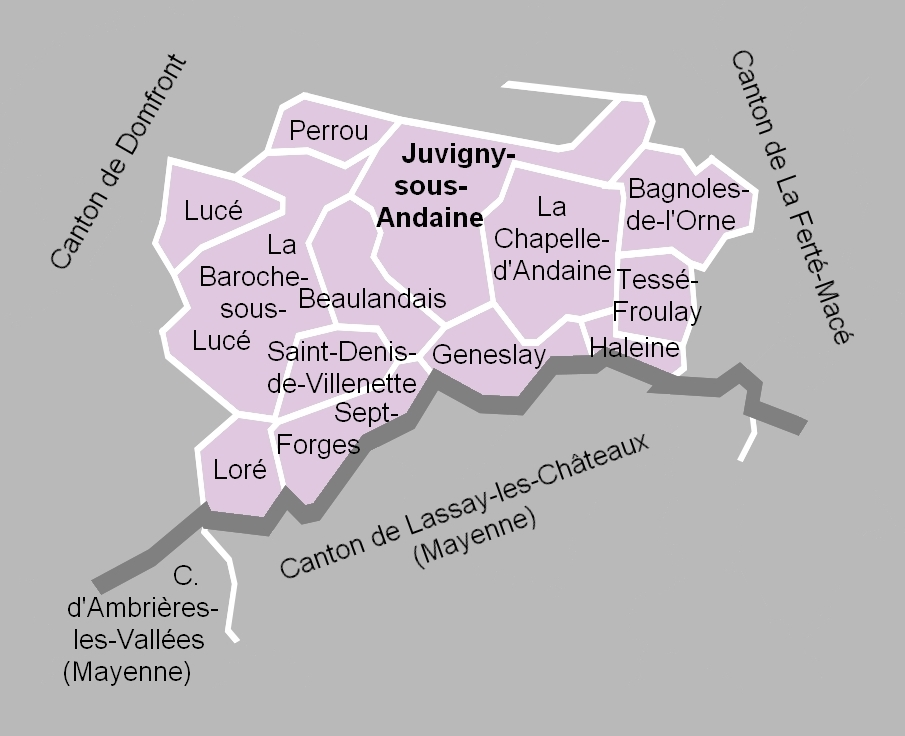
La carte des communes du canton. Les cantons limitrophes étaient ceux de Domfront, de La Ferté-Macé, de Lassay-les-Châteaux et d'Ambrières-les-Vallées.

Le canton de Juvigny-sous-Andaine comptait 7 353 habitants en 2012 (population municipale) et regroupait treize communes :
- Bagnoles-de-l'Orne ;
- La Baroche-sous-Lucé ;
- Beaulandais ;
- La Chapelle-d'Andaine ;
- Geneslay ;
- Haleine ;
- Juvigny-sous-Andaine ;
- Loré ;
- Lucé ;
- Perrou ;
- Saint-Denis-de-Villenette ;
- Sept-Forges ;
- Tessé-Froulay.

## Démographie
| 1962  | 1968  | 1975  | 1982  | 1990  | 1999  | 2006  | 2011  | 2012  |
| ----- | ----- | ----- | ----- | ----- | ----- | ----- | ----- | ----- |
| 7 145 | 6 834 | 6 696 | 6 778 | 7 184 | 7 244 | 7 602 | 7 440 | 7 353 |